# Kunt u mij de weg naar Hamelen vertellen, mijnheer?
Kunt u mij de weg naar Hamelen vertellen, mijnheer? was in de jaren 1970 een populaire KRO-televisieserie, geschreven door Harrie Geelen. De serie liep van 1972 tot en met 1976 en was gebaseerd op het Duitse sprookje De rattenvanger van Hamelen. Dit sprookje speelt zich af in het stadje Hamelen dat in de Duitse deelstaat Nedersaksen ligt.
Het verhaal werd verteld door Hans Pauwels en in 45 afleveringen werden meer dan 120 liedjes gezongen, met teksten van Harrie Geelen en op muziek van Joop Stokkermans. De originele muziekmanuscripten van deze liedjes zijn bewaard in de omroepbladmuziekcollectie. 

## Verhaal
De stad Hamelen heeft veel last van ratten. Niemand kan ze verjagen, totdat er zich een vreemde figuur aanmeldt bij burgemeester Walg op het gemeentehuis van Hamelen. Hij zegt dat hij de ratten wel kan verjagen, als hij als beloning een pot goud krijgt. De zogenaamde rattenvanger blaast de ratten met zijn toverfluit weg. Heel Hamelen is dolblij, behalve de burgemeester en zijn gemeenteraad. Zij konden de pot goud wel voor iets anders gebruiken. Meester Spicht praat de burgemeester daarom om, en wil de rattenvanger iets anders geven. Maar de rattenvanger neemt er geen genoegen mee en loopt boos weg. Uit wraak blaast hij de volgende nacht alle kinderen de stad uit, plus vier volwassenen:
- burgemeestersdochter Lidwientje Walg;
- de zoon van de lakenhandelaar, Bertram Bierenbroodspot;
- stadsomroeper Hildebrandt Brom;
- poortwachter Aernout Koffij.

Ze gaan de berg Kei in. De rattenvanger verdwijnt en de Hamelaars staan er alleen voor. De rest van de serie volgt de pogingen van de groep om Hamelen terug te vinden.

## Afleveringen
De serie werd uitgezonden in vijf seizoenen. De afleveringen werden onregelmatig uitgezonden en hadden ook een ongelijke lengte.
In de seizoenen 1 t/m 3 en seizoen 5 was er elke maand één aflevering, terwijl in seizoen 4 de afleveringen wekelijks te zien waren.
Over het algemeen waren de afleveringen tussen de veertig en de vijftig minuten lang, alleen in seizoen vier duurden ze ongeveer een half uur.
De eerste en laatste afleveringen werden uitgezonden op de late zaterdagmiddag en de andere afleveringen in de vooravond.
De KRO bewaarde enkel het laatste seizoen (deel 40 t/m 45) en compilatie-uitzendingen van het eerste en derde seizoen, het overige materiaal werd gewist. Een groot deel van het door de KRO gewiste materiaal bleef wel (in inferieure kwaliteit) bewaard doordat schrijver Harrie Geelen vanaf deel 6 de meeste afleveringen geheel of gedeeltelijk opnam met een spoelenvideorecorder in zwart-wit. Vanaf aflevering 25 kon hij opnemen in kleur met een Philips N1500, hoewel afleveringen 30, 32, 33, en 36 ontbreken. In 2007 verschenen korte fragmenten van deze particuliere opnames op internet. Kort erop werd ook een deel van de "verloren" afleveringen op YouTube geplaatst.
In 2013 verscheen een verzamel-dvd met de compilaties van seizoen 1 en 3 en de afleveringen in kleur van seizoen 4 en 5.
In mei 2024 meldde het Nederlands Instituut voor Beeld en Geluid dat vier verloren gewaande afleveringen alsnog waren gevonden op de banden van Harrie Geelen.

## Rolverdeling

### Hoofdrolspelers
| Acteur                        | Personage               | Opmerkingen     |
| ----------------------------- | ----------------------- | --------------- |
| Rob de Nijs                   | Bertram Bierenbroodspot |                 |
| Loeki Knol                    | Lidwientje Walg         | Aflevering 6-45 |
| Ab Hofstee                    | Hildebrandt Brom        |                 |
| Martin Brozius                | Aernout Koffij          |                 |
| Kinderkoor Henk van der Velde | Kinderen van Hamelen    |                 |
| Ivo Brautigam                 | Barendje Stip           |                 |

### Gastrollen
| Acteur                    | Personage                                      | Opmerkingen           |
| ------------------------- | ---------------------------------------------- | --------------------- |
| Hans Pauwels              | Verteller                                      |                       |
| Ida Bons                  | Lidwientje Walg                                | Aflevering 1-5        |
| Peter Bouwhuysen          | De Rattenvanger                                | Aflevering 1          |
| Paul Deen                 | Meester Spicht                                 |                       |
| Paul Meijer               | Burgemeester Willem Walg                       |                       |
| Ine Veen                  | Brechtje de Wijn                               | Aflevering 1          |
| Elisabeth Versluys        | Brechtje de Wijn                               | Vanaf aflevering 2    |
| Frans Kokshoorn           | Pint de Schoenlapper                           |                       |
| Leen Jongewaard           | Gruizel Gruis                                  |                       |
| Ine Veen                  | Koningin Machteld de Morsige                   |                       |
| Lies de Wind              | Katharina                                      | Hofdame van Snak      |
| Paul Deen                 | Minister Modderijn                             |                       |
| Hans van Willigenburg     | Omroeper Denkraam van Snak                     |                       |
| Henk Molenberg            | Truuk de Tovenaar                              |                       |
| Will van Selst            | Prins Tor van Sombrië                          |                       |
| Bert Dijkstra             | Elf Wortelgroen                                |                       |
| Johan Sirag               | Prins Olaf van Witfranje                       |                       |
| Pieter Lutz               | Rijksambtenaar Ogterop Eén (Un)                |                       |
| Magda Janssens            | Heks Sigurda Slik                              |                       |
| André van den Heuvel      | Prins Guurt van Grasp                          |                       |
| Arnold Gelderman          | Lijfelf Lulof                                  |                       |
| Luc Lutz                  | Pipijn de Elvenkoning                          |                       |
| Frans Kokshoorn           | Elf Zwachtel                                   |                       |
| Coen Flink                | Xander                                         | Hofdichter van Pipijn |
| John Lanting              | Rijksambtenaar Ogterop Deux                    |                       |
| Wim van der Grijn         | Prins Koen van Kaan                            |                       |
| Marnix Kappers            | Prins Roelof van Bontubal                      |                       |
| Margreet Heemskerk        | Prinses Madelein                               |                       |
| Emmy Lopes Dias           | Koningin Madelein de Manmoedige                |                       |
| Fransjes Gelderblom       | Prins Evert van Wolfram                        |                       |
| Loudi Nijhoff             | Fee Kerfstok                                   |                       |
| Tom van Beek              | Spook Olof                                     |                       |
| Rudi Falkenhagen          | Kastelein Hol van de Leeuw                     |                       |
| Frans Kokshoorn           | Spook Liechtenstein                            |                       |
| Marnix Kappers            | Spook Broeder Luminel                          |                       |
| Margreet Heemskerk        | Spook Esmeralda                                |                       |
| Rudi Falkenhagen          | Spook Graaf Edwin                              |                       |
| Gerard Cox                | Tilanus van Gulik                              | De kuddegeest         |
| Coen Pronk                | Prins Jeroen van Aps                           |                       |
| Jan Blaaser               | Stormvogel                                     |                       |
| Sacco van der Made        | Waard                                          |                       |
| Lex Goudsmit              | Reus Gondolf "Dolfje" van Sloe                 |                       |
| Gerard Hartkamp           | Koning Mink                                    |                       |
| Rita Corita               | Reuzin Gonda van Hillegom                      |                       |
| Berend Boudewijn          | Weerwolf Wonderwijn                            |                       |
| Pierre van Ostade         | Magister Phillipus                             |                       |
| Ine Veen                  | Wolvin Geurtje                                 |                       |
| Elly van Stekelenburg     | Fee Troetel                                    |                       |
| Diny de Neef              | Fee Snoertje                                   |                       |
| Ellen de Thouars          | Ludmilla van de Eiken                          | Heks                  |
| Betsy Smeets              | Puck van Spicht                                | Heks                  |
| Hetty Blok                | Eefje Eenoog                                   | Heks                  |
| Georgette Rejewski        | Ka van de Kikkerberg                           | Heks                  |
| Rita Corita               | Popeya van Schier                              | Heks                  |
| Andrea Domburg            | Waternix Assia van Karnagel                    |                       |
| Wim van de Brink          | Koning Antifoon                                |                       |
| Nell Koppen               | Koningin Polyhymnia                            |                       |
| Wendela de Vos            | Prinses Genoveve                               | De echte              |
| Dick Scheffer             | Faun Pontius                                   |                       |
| Steye van Brandenberg     | Grootvizier Orf                                | Minister van Oorlog   |
| Rens van Dorth            | Waard                                          |                       |
| Bob de Lange              | Nix Onno Ratsmodee de Koopman                  |                       |
| Wim Kouwenhoven           | Faun Filistijn                                 |                       |
| Henk van Ulsen            | Jan Soldaat                                    |                       |
| Onno Molenkamp            | Koning Pancras                                 |                       |
| Kika Mol                  | Prinses Zwijnhilde                             |                       |
| Jan Blaaser               | Reus Looie Det Van Kalkedot                    |                       |
| Andrea Domburg            | Zottin Sijs                                    |                       |
| Abraham Bueno de Mesquita | Mijdrecht                                      |                       |
| Arnold Gelderman          | Schriljoen Luchtgeest Lier                     |                       |
| Maélys Morel              | Prinses Vossestaart                            |                       |
| Enny de Leeuwe            | Geerte de Theetrol                             |                       |
| Mimi Kok                  | Trol Ambam                                     |                       |
| Liesbeth Struppert        | Trol Trijp                                     |                       |
| Eva Smith                 | Trol Tuit                                      |                       |
| Ellen Verheij             | Trol zonder naam                               |                       |
| Elisabeth Versluys        | Mutte de oppertrol                             |                       |
| Lous Hensen               | Nachtwind Holle                                |                       |
| Nanny Cijs                | Nimf Nauta de nevelreuzin                      |                       |
| Reinoud Anders            | Schepel de malende elf                         |                       |
| Hans Otjes                | Dwaallicht Lampioen                            |                       |
| Herbert Joeks             | Aardworm Ubag                                  |                       |
| Paul Brandenburg          | Moerasmonster Tromp                            |                       |
| Bram Buiten               | Moerasgeest 1                                  |                       |
| Ben Dunker                | Moerasgeest 2                                  |                       |
| Frans Heinsius            | Moerasgeest 3                                  |                       |
| Cor Lieveen               | Moerasgeest 4                                  |                       |
| Allard van der Scheer     | Veerman Schiermonnik                           |                       |
| Peter Aryans              | Meerman Marriman                               |                       |
| Jan Verkoren              | Joringel Van Jor                               |                       |
| Andrea Domburg            | Koningin Rinse Van Grasp                       |                       |
| Cok Henneman              | Bewaker                                        |                       |
| Wieteke van Dort          | Jul                                            | De molenaarsdochter   |
| Henk van Ulsen            | Ranonkel                                       |                       |
| Jules Croiset             | Augustijn                                      |                       |
| Hans Otjes                | Jut                                            |                       |
| Marlies van Alcmaer       | Hertogin Mélisande van Falda en Riere en Rom   |                       |
| Rudi Falkenhagen          | Woelreus Gark                                  |                       |
| Carol van Herwijnen       | Goudriaan van Wamp                             | Rattenvanger          |
| Willem Nijholt            | Clovis van Wamp                                |                       |
| Jan Hundling              | Nifterik van Spa van Bakzeil bij de Bokkebocht |                       |
| Elisabeth Versluys        | Wenzela De IJsheks                             |                       |
| Tom van Beek              | Simon Bierenbroodspot                          |                       |
| Johan Schmitz             | Koning Zwankezwaan                             |                       |
| Henk van Ulsen            | Hoornik                                        |                       |
| Paula Majoor              | Prinses Gale met de vlechtjes                  |                       |

## Musical
Van Kunt u mij de weg... is ook een musical gemaakt. De première vond plaats op 13 oktober 2003 in Tilburg. Op 4 september 2004 ging de musical in reprise met een gedeeltelijk nieuwe cast. De laatste voorstelling werd gespeeld op 17 november 2004.
| Acteur                                   | Personage               | Cast bij reprise                                 |
| ---------------------------------------- | ----------------------- | ------------------------------------------------ |
| René van Kooten                          | Bertram Bierenbroodspot |                                                  |
| Chantal Janzen                           | Lidwientje Walg         | Brigitte Nijman                                  |
| Loeki Knol                               | Lidwina Walg            |                                                  |
| Loeki Knol                               | Koningin                |                                                  |
| Michel Sorbach Arnost Kraus (understudy) | Gruizel Gruis           |                                                  |
| Michel Sorbach Arnost Kraus (understudy) | Guurt van Grasp         |                                                  |
| Michel Sorbach Arnost Kraus (understudy) | Rattenvanger            |                                                  |
| Ellis van Laarhoven                      | IJsheks Wenzela         |                                                  |
| Ellis van Laarhoven                      | Moeder van Hilletje     |                                                  |
| Kim-Lian van der Meij                    | Prinses Madelein        | Aukje van Ginneken Jeannie Charlene (understudy) |
| Kim-Lian van der Meij                    | Lidwina's dochter       |                                                  |
| Jan Elbertse                             | Ambtenaar Ogterop       | Erik Brey                                        |
| Jan Elbertse                             | Burgemeester Walg       |                                                  |
| Maarten Wansink                          | Hildebrandt Brom        | Han Oldigs                                       |
| Maarten Wansink                          | Prins Roelof            |                                                  |
| Job Schuring                             | Aernout Koffij          |                                                  |
| Job Schuring                             | Prins Koen              |                                                  |
| Danny Rook                               | Prins Tor               | Arnost Kraus                                     |
| Danny Rook                               | Rekenmeester Spicht     |                                                  |
| Suzan Seegers                            | Hilletje                | Silvia Robbemont                                 |
| Martin Stritzko                          | Barend                  |                                                  |

## Overige Hamelen-producten
| Uitgebracht | Soort              | Titel                                                                                           | Bevat |
| ----------- | ------------------ | ----------------------------------------------------------------------------------------------- | --- |
| 1972        | Elpee              | Kunt u me de weg naar Hamelen vertellen meneer? (Philips, stereo 6401 043)                      | 14 liedjes uit de afleveringen 1-6 |
| 1973        | Elpee              | Nieuwe liedjes uit: Kunt u mij de weg naar Hamelen vertellen meneer? (Philips, stereo 6440 164) | 13 liedjes uit de afleveringen 7-13 |
| 1974        | Bouwpakket         | Postorder bouwpakket (KRO)                                                                      | Stadje in vouwkarton miniatuur |
| 1975        | Elpee              | Weg van Hamelen (Philips, stereo 9293 005)                                                      | 12 liedjes uit de afleveringen 14-30 |
| 1975        | Fotoboek           | Kunt u mij de weg naar Hamelen vertellen, meneer?                                               | Foto's en korte samenvatting van de afleveringen 1-21 |
| 1975        | Televisieproductie | Liedjes uit Hamelen – Live uit Hoorn (KRO, 1975)                                                | |
| 1976        | Fotoboek           | Kunt u mij de weg naar Hamelen vertellen, meneer? 2                                             | Foto's en korte samenvatting van de afleveringen 22-39 |
| 1977        | Boek               | Kunt u mij de weg naar Hamelen vertellen, meneer - De "Kei"                                     | Verhaal van de afleveringen 1-5 |
| 1992        | Cd                 | Kunt u mij de weg naar Hamelen vertellen meneer? Deel 1                                         | Live optreden met de leukste songs uit de tv-serie: 'Kunt u mij de weg naar Hamelen vertellen meneer?' Van Hamelen naar Hoorn! (Deze cd is de voorloper van een zesdelige cd-reeks met al de songs van 'Kunt u me de weg naar Hamelen vertellen meneer?') (© 1992 KRO / Linda Records) |
| 1992        | Cd                 | Kunt u mij de weg naar Hamelen vertellen meneer? Deel 2                                         | Al de songs uit de eerste zeven afleveringen van: Kunt u mij de weg naar Hamelen vertellen meneer? (Dit zijn alle liedjes van de eerste zeven afleveringen van deze serie Kunt u me de weg naar Hamelen vertellen meneer?, die werden uitgezonden in 1972.) (Linda Records) Op de achterkant staat nog aangegeven "Bestel alvast: Kunt u mij de weg naar Hamelen vertellen, meneer? – deel 3". Die cd is uiteindelijk nooit verschenen.      |
| 2000        | Cd                 | Kunt u mij de weg naar Hamelen vertellen meneer?                                                | 39 liedjes van de 3 lp's (dubbel-cd) |
| 2003        | Cd                 | Kunt u mij de weg naar Hamelen vertellen, meneer?                                               | 16 liedjes van de musical-uitvoering (+ karaoke-versies van 4 liedjes en 1 dansversie van de titelsong) |
| 2003        | Dvd                | Kunt u mij de weg naar Hamelen vertellen, mijnheer? - Speciale editie                           | Afleveringen 40-45, compilatie 13-21 (4 dvd's) Hoewel op de verpakking melding wordt gemaakt van compilatie 1-5, is deze niet aanwezig op de dvd's. In plaats daarvan is de compilatie 13-21 opgenomen. |
| 2004        | Cd                 | Kunt u mij de weg naar Hamelen vertellen, meneer?                                               | 100 liedjes uit de afleveringen 1-45 (4-dubbel-cd) |
| 2013        | Dvd / cd / boek    | Kunt u me de weg naar Hamelen vertellen, meneer? – De ultieme verzamelbox                       | 6 dvd's met compilatie 1-5, compilatie 13-21, afleveringen 25-29, 31, 34-35 en 37-45, liedjes (in zwart-wit), concert (1976), musical (2003) 1 cd met 20 liedjes (met een aantal niet eerder (volledig) uitgebrachte liedjes en nieuw opgenomen liedjes) boekje met voorwoord, toespraak Prins Tor, De weg naar Hamelen (over de serie en seizoenen), samenvattingen van alle afleveringen, achter de schermen, fotogalerij van alle acteurs |
| 2018        | Boek               | De weg naar Voorgoed                                                                            | Eerste deel van een door Harrie Geelen herschreven en aangebreid verhaal op basis van de televisieserie |
| 2018        | Cd                 | Er is een lied dat komt en dat gaat                                                             | 6cd-box met alle liedjes uit de televisieserie, inclusief alle niet eerder (volledig) uitgebrachte liedjes en een bonus-cd met alternatieve versies van liedjes, concertopnamen en instrumentale sfeermuziek en effecten |

'14-'18 · '40-'45 (België) · '40-'45 (Nederland) · De 3 Biggetjes · 3 Musketiers · Aida · Alice in Wonderland · A xXxmas Carola · Anatevka · Assepoester · Belle en het Beest · Billie Holiday · Bloedbroeders · The Bodyguard · Cabaret · Camelot · Cats · Chicago · Ciske de Rat · Cyrano de Bergerac · De Schone van Boskoop · Daens · Dirty Dancing · Doe Maar! · Domino · Doornroosje · Dracula · Drood · Elisabeth · Evita · Fame · De Finale · Flashdance · Foxtrot · Goodbye, Norma Jeane · Grease · Hair · High School Musical · De Jantjes · Jekyll & Hyde · Jersey Boys · Jesus Christ Superstar · Kadanza · De kleine zeemeermin · Koning van Katoren · Kruimeltje · Kuifje: De Zonnetempel · Kunt u mij de weg naar Hamelen vertellen, mijnheer? · The Last Five Years · Lelies · The Lion King · The Little Mermaid · Love Story · Lover of Loser · Mamma Mia! · De man van La Mancha · Mary Poppins · Les Misérables · Miss Saigon · Muerto! · De Muze van Rubens · My Fair Lady · On Your Feet! · Op hoop van Zegen · Oorlogswinter · The Passion · Pauline & Paulette · The Phantom of the Opera · Pinokkio · Red Star Line · Rembrandt · Robin Hood · Romeo en Julia, van Haat tot Liefde · De Rozenoorlog · Shhh...it happens! · Shrek · Soldaat van Oranje · Spring Awakening · De sprookjesmusical Klaas Vaak · Sneeuwwitje · The Sound of Music · Tarzan · Titanic · Turks fruit · Urinetown · De Vliegende Hollander · Wat Zien Ik?! · Wicked · The Wild Party · The Wiz · Wickie de viking de musical
    Portaal Musical